# Česká pohanská společnost
Česká pohanská společnost je česká náboženská společnost zakládající svou duchovní tradici na slovanském pohanství.
Dle informací na vlastních internetových stránkách se začala formovat roku 2012. Programem, aktivitami i složením týmu navazuje na odkaz české pobočky PFIcz z let 2006 až 2011. Základ společenství vznikl právě díky Pohanské federaci a díky pravidelným setkáváním BMWC, z nichž vzešel tým třinácti zakládajících členů, z nichž většina žije v Praze a Liberci.
Dle vlastní prezentace je cílem Společnosti poskytovat přátelský prostor pro setkávání, sdílení a učení se jeden od druhého bez úzkého zaměření na konkrétní pohanské náboženství. Aktivity  Společnosti spočívají v pravidelných setkáních, rituálech, přednáškách, společných výpravách do přírody, za poznáním či za sdílením pohanské umělecké tvorby. 
Oficiálním periodikem Společnosti je časopis Kolovrat.
Společnost sdružuje různé typy novopohanské spirituality, například keltskou, animismus, asatru, folkish asatru a vanatru, baltské pohanství,
dianickou tradici, druidství, eklektické čarodějnictví a příbuzné směry odvozené od tradice Wicca, keltský rekonstrukcionismus, kemetismus,
rodnověří, slovanský rekonstrukcionismus (jazyčnictví), římský a řecký rekonstrukcionismus, šamanismus, tradici Wicca a další. Na svých stránkách však také uvádí, co novopohanství nezahrnuje.